# Deutsche Leichtathletik-Hallenmeisterschaften 2007
Die 54. Deutschen Leichtathletik-Hallenmeisterschaften fanden vom 17. bis 18. Februar 2007 in der Arena Leipzig in Leipzig statt. Zum zweiten Mal war Leipzig Gastgeber.
Die Wettbewerbe wurden an beiden Tagen von rund 7000 Zuschauern besucht. Christian Blum gewann die 60 Meter in 6,59 s.

## Ausgelagerte Wettbewerbe
Die Mehrkämpfe wurden am 27. und 28. Januar in der Leichtathletikhalle Frankfurt-Kalbach bei den Deutschen Hallenmehrkampfmeisterschaften ausgetragen. Die 3-mal-1000-Meter-Staffeln konkurrierten am 11. Februar im Rahmen der Deutschen Jugendhallenmeisterschaften in Sindelfingen.

## Medaillengewinner

### Männer
| Disziplin      | Gold                                                                                          | Leistung     | Silber                                                                                     | Leistung     | Bronze                                                                             | Leistung     |
| -------------- | --------------------------------------------------------------------------------------------- | ------------ | ------------------------------------------------------------------------------------------ | ------------ | ---------------------------------------------------------------------------------- | ------------ |
| 60 m           | Christian Blum (LAC Quelle Fürth/München)                                                     | 6,59 s       | Ronny Ostwald (TV Wattenscheid 01)                                                         | 6,62 s       | Marc Blume (TV Wattenscheid 01)                                                    | 6,72 s       |
| 200 m          | Alexander Kosenkow (TV Wattenscheid 01)                                                       | 20,94 s      | Sebastian Ernst (TV Wattenscheid 01)                                                       | 20,97 s      | Florian Rentz (LAC Quelle Fürth/München)                                           | 21,04 s      |
| 400 m          | Bastian Swillims (TV Wattenscheid 01)                                                         | 45,99 s      | Simon Kirch (SV Schlau.com Saar 05 Saarbrücken)                                            | 47,22 s      | Matthias Bos (TV Gladbeck)                                                         | 47,64 s      |
| 800 m          | René Herms (LG Braunschweig)                                                                  | 1:49,88 min  | Steffen Co (LG Olympia Dortmund)                                                           | 1:50,31 min  | Moritz Höft (LG Nord Berlin)                                                       | 1:50,51 min  |
| 1500 m         | Wolfram Müller (LG Asics Pirna)                                                               | 3:48,26 min  | Franek Haschke (LG Nord Berlin)                                                            | 3:48,56 min  | Markus Schneider (LG Asics Pirna)                                                  | 3:49,57 min  |
| 3000 m         | Jan Fitschen (TV Wattenscheid 01)                                                             | 7:57,30 min  | Arne Gabius (LAV Asics Tübingen)                                                           | 7:59,94 min  | André Pollmächer (LAC Erdgas Chemnitz)                                             | 8:02,67 min  |
| 60 m Hürden    | Thomas Blaschek (LAZ Leipzig)                                                                 | 7,64 s       | Willi Mathiszik (LAZ Leipzig)                                                              | 7,75 s       | Andreas Dengler (VfL Sindelfingen)                                                 | 7,84 s       |
| 4 × 200 m      | TV Wattenscheid 01 (Sebastian Ernst, Marc Blume, Jan-Christopher Schulte, Alexander Kosenkow) | 1:24,24 min  | TSV Friedberg-Fauerbach (Nils Müller, Michael Weber, Sebastian Schäfer, Lars Birger Hense) | 1:25,73 min  | TV Gladbeck (Kevin Sellke, Matthias Bos, Henning Freigang, Peter Pyzera)           | 1:27,28 min  |
| 4 × 400 m      | TSV Bayer 04 Leverkusen (Stefan Wieser, Julian Geißhirt, Robin Schembera, Ingo Schultz)       | 3:10,45 min  | OSC Berlin (Florian Seitz, Ralf Riester, Sven Buggel, Stefan Beyer)                        | 3:11,66 min  | VfL Sindelfingen (Stephan Stoll, Stefan Kinzy, Jan Schneider, Steffen Sattelmaier) | 3:13,21 min  |
| 3 × 1000 m     | LG Nord Berlin I (Jonas Stifel, Carsten Schlangen, Franek Haschke)                            | 7:11,56 min  | LG Nord Berlin II (Moritz Höft, Merlin Rose, Falko Zauber)                                 | 7:12,21 min  | LG Braunschweig (Andreas Kuhlen, Matthias Jaworski, René Herms)                    | 7:13,38 min  |
| 5000 m Gehen   | André Höhne (SC Charlottenburg)                                                               | 19:28,33 min | Jan Albrecht (Apoldaer LV)                                                                 | 19:50,77 min | Hannes Tonat (Erfurter LAC)                                                        | 20:11,14 min |
| Hochsprung     | Eike Onnen (LG Hannover)                                                                      | 2,22 m       | Matthias Franta (USC Mainz)                                                                | 2,18 m       | Sebastian Kneifel (TSV Bayer 04 Leverkusen)                                        | 2,14 m       |
| Stabhochsprung | Björn Otto (LAV Bayer Uerdingen/Dormagen)                                                     | 5,90 m       | Daniel Ecker (TSV Bayer 04 Leverkusen)                                                     | 5,80 m       | Tim Lobinger (ASV Köln)                                                            | 5,75 m       |
| Weitsprung     | Nils Winter (TSV Bayer 04 Leverkusen)                                                         | 7,91 m       | Sebastian Bayer (TSV Bayer 04 Leverkusen)                                                  | 7,88 m       | Oliver Koenig (LAZ Leipzig)                                                        | 7,64 m       |
| Dreisprung     | Andreas Pohle (ASV Erfurt)                                                                    | 16,72 m      | Thomas Moede (LAC Berlin)                                                                  | 16,30 m      | Konstantin Gens (TV Wattenscheid 01)                                               | 16,20 m      |
| Kugelstoßen    | Peter Sack (LAZ Leipzig)                                                                      | 19,70 m      | Detlev Bock (TV Wattenscheid 01)                                                           | 19,10 m      | Sven-Eric Hahn (VfL Sindelfingen)                                                  | 18,96 m      |
| Siebenkampf    | Jacob Minah (LG Göttingen)                                                                    | 5871 Punkte  | Steffen Kahlert (TuS Wunstorf)                                                             | 5558 Punkte  | Johannes Schwuchow (LG Nord Berlin)                                                | 5478 Punkte  |

### Frauen
| Disziplin      | Gold                                                                              | Leistung     | Silber                                                                              | Leistung     | Bronze                                                                         | Leistung     |
| -------------- | --------------------------------------------------------------------------------- | ------------ | ----------------------------------------------------------------------------------- | ------------ | ------------------------------------------------------------------------------ | ------------ |
| 60 m           | Sina Schielke (TV Wattenscheid 01)                                                | 7,23 s       | Verena Sailer (LAC Quelle Fürth/München)                                            | 7,27 s       | Cathleen Tschirch (LG Weserbergland)                                           | 7,34 s       |
| 200 m          | Cathleen Tschirch (LG Weserbergland)                                              | 23,19 s      | Mareike Peters (TSV Bayer 04 Leverkusen)                                            | 23,50 s      | Jala Gangnus (LG Weserbergland)                                                | 23,75 s      |
| 400 m          | Claudia Hoffmann (SC Potsdam)                                                     | 52,50 s      | Jonna Tilgner (Bremer LT)                                                           | 53,35 s      | Jana Neubert (LAC Erdgas Chemnitz)                                             | 53,63 s      |
| 800 m          | Jana Hartmann (LG Olympia Dortmund)                                               | 2:09,01 min  | Anne Kesselring (TSV Katzwang)                                                      | 2:09,78 min  | Annett Horna (TSV Bayer 04 Leverkusen)                                         | 2:09,90 min  |
| 1500 m         | Kerstin Werner (TV Wattenscheid 01)                                               | 4:25,24 min  | Sabrina Mockenhaupt (Kölner Verein für Marathon)                                    | 4:26,24 min  | Julia Hiller (LAC Quelle Fürth/München)                                        | 4:26,26 min  |
| 3000 m         | Sabrina Mockenhaupt (Kölner Verein für Marathon)                                  | 9:25,28 min  | Antje Möldner (SC Potsdam)                                                          | 9:30,56 min  | Imke Schmidt (TSV Kirchdorf)                                                   | 9:41,97 min  |
| 60 m Hürden    | Kirsten Bolm (MTG Mannheim)                                                       | 8,01 s       | Annette Funck (Hannover 96)                                                         | 8,24 s       | Anne-Kathrin Elbe (TSV Bayer 04 Leverkusen)                                    | 8,26 s       |
| 4 × 200 m      | LG Weserbergland (Cathleen Tschirch, Nicole Marahrens, Nina Giebel, Jala Gangnus) | 1:34,66 min  | MTG Mannheim (Anne Möllinger, Johanna Kedzierski, Julia Müller-Foell, Nicole Knapp) | 1:35,95 min  | SC Magdeburg (Katja Börner, Elisa Sporleder, Maria Steinberg, Isabel Galander) | 1:38,16 min  |
| 3000 m Gehen   | Melanie Seeger (SC Potsdam)                                                       | 12:03,94 min | Sabine Zimmer (SC Potsdam)                                                          | 12:12,23 min | Ulrike Sischka (SV Halle)                                                      | 13:49,86 min |
| Hochsprung     | Ariane Friedrich (LG Eintracht Frankfurt)                                         | 1,92 m       | Julia Hartmann (TSV Bayer 04 Leverkusen)                                            | 1,90 m       | Annett Engel (SC Potsdam)                                                      | 1,87 m       |
| Stabhochsprung | Julia Hütter (LAZ Bruchköbel)                                                     | 4,55 m       | Silke Spiegelburg (TSV Bayer 04 Leverkusen)                                         | 4,45 m       | Anna Battke (USC Mainz)                                                        | 4,45 m       |
| Weitsprung     | Bianca Kappler (LC Rehlingen)                                                     | 6,59 m       | Julia Mächtig (SC Neubrandenburg)                                                   | 6,41 m       | Urszula Gutowicz-Westhof (LG Nike Berlin)                                      | 6,30 m       |
| Dreisprung     | Katja Demut (TuS Jena)                                                            | 13,76 m      | Anja Winter (LG Ohra Hörselgas)                                                     | 13,28 m      | Katrin Wilts (LT DSHS Köln)                                                    | 13,05 m      |
| Kugelstoßen    | Nadine Beckel (ASC Düsseldorf)                                                    | 17,49 m      | Aline Schäffel (LG Ohra Hörselgas)                                                  | 16,75 m      | Katja Krol (SV Kloster Lehnin)                                                 | 16,73 m      |
| Fünfkampf      | Lilli Schwarzkopf (LC Paderborn)                                                  | 4617 Punkte  | Julia Mächtig (SC Neubrandenburg)                                                   | 4556 Punkte  | Maren Schwerdtner (SC Neubrandenburg)                                          | 4208 Punkte  |